# Медаль Стюарта Баллантайна
Медаль Стюарта Баллантайна — приз за научные и технические достижения, вручаемый с 1947 по 1993 годы Институтом Франклина (г. Филадельфии, штат Пенсильвания, США). Её лауреатами были известные учёные, в том числе 11 лауреатов Нобелевской премии.
С 1998 года вручаются Медали Бенджамина Франклина — набор из медалей за достижения в разных областях.

## Лауреаты
Список лауреатов:
- 1947 - George Clark Southworth
- 1948 - Ray Davis Kell
- 1949 - Щелкунов, Сергей Александрович
- 1952 -  Бардин, Джон
- 1952 -  Браттейн, Уолтер Хаузер
- 1953 - David G. C. Luck
- 1954 - Kenneth Alva Norton
- 1955 - Шеннон, Клод
- 1956 - Kenneth Bullington
- 1957 - Robert Morris Page
- 1957 - Leo Clifford Young
- 1958 - Harald Trap Friis
- 1959 - Albert Hoyt Taylor
- 1959 -  Таунс, Чарлз Хард
- 1960 - Компфнер, Рудольф
- 1960 - Найквист, Гарри
- 1960 - Пирс, Джон Робинсон
- 1961 -  Эсаки, Лео
- 1961 - Бломберген, Николас
- 1961 - H. E. Derrick Scovill
- 1962 - Джаван, Али
- 1962 - Майман, Теодор
- 1962 -  Шавлов, Артур Леонард
- 1962 -  Таунс, Чарлз Хард
- 1963 - Кларк, Артур Чарльз
- 1965 - Homer Walter Dudley
- 1965 - Alec Harley Reeves
- 1966 - Нойс, Роберт
- 1966 -  Килби, Джек
- 1967 - Jack N. James
- 1967 - Robert J. Parks
- 1968 - Chandra Kumar Naranbhai Patel
- 1969 - Лейт, Эмметт
- 1971 -  Алфёров, Жорес Иванович
- 1972 - Daniel Earl Noble
- 1973 - Andrew H. Bobeck
- 1973 -  Бойл, Уиллард
- 1973 -  Смит, Джордж Элвуд
- 1975 - Bernard C. De Loach, Jr.
- 1975 - Martin Mohamed Atalla
- 1975 - Кан Дэвон
- 1977 -  Као, Чарльз
- 1977 - Stewart E. Miller
- 1979 - Хофф, Тед
- 1979 - Benjamin Abeles
- 1979 - George D. Cody
- 1981 - Amos E. Joel, Jr.
- 1983 - Adam Lender
- 1986 - Молленауэр, Линн
- 1989 - Мэйди, Джон
- 1992 - Rolf Landauer
- 1993 - Leroy L. Chang